# ゴール駅
ゴール駅（ゴールえき、Galle Railway Station）はスリランカ南部州の州都ゴールにある、スリランカ国鉄コーストラインの鉄道駅。

## 立地
ゴール市街地中心部、ゴール・インターナショナル・スタジアムの北西に位置する。すぐ隣にはゴール市役所もあり、世界文化遺産であるゴールの旧市街と要塞までも近い。

## 配線
頭端式ホームを有する地上駅であり、この駅でコーストライン北部方面（コロンボ方面）と東部方面（マータラ方面）が分断されている。そのため、東部方面と北部方面を直通する列車はこの駅でスイッチバックを行う必要がある。2011年より前は機関車の付け替えを行う必要があったためこの駅での停車時間が非常に長くなっていたが、同年にディーゼル気動車が導入された結果機関車の付け替えは必要なくなった。

## 駅舎
駅舎はスリランカにおけるモダニズム建築の1つである。インターナショナル・スタイルを反映しつつ、コンクリートを使用して幾何学的な印象を与えている。非常にシンプルな外壁と力強い外観は、カラフルで装飾の凝った周辺の伝統建築・コロニアル建築と対照的である。またファサードには異なる建材が使用されている。